# 西鎌倉 (町丁)
西鎌倉（にしかまくら）は、神奈川県鎌倉市の町丁。現行行政地名は西鎌倉一丁目から西鎌倉四丁目。住居表示実施済み区域。

## 地理
南端を湘南モノレール江の島線・神奈川県道304号腰越大船線・市道大船・西鎌倉線（旧京浜急行線)が走り、住宅街の中央部を「西鎌倉並木通り」（かつては「プラタナス通り」と名づけられていたが地域住民の要望で変更された）という道路が横断している。地内の大部分は住宅だが、西鎌倉並木通り沿いや湘南モノレール西鎌倉駅付近に商店が立ち並び、これらの商店らで西鎌倉商店会を構成している。

### 地価
住宅地の地価は、2024年（令和6年）7月1日の公示地価によれば、西鎌倉2-11-22の地点で18万6000円/m2となっている。

## 歴史
1968年（昭和43年）6月1日に津村・腰越地区の一部から独立して誕生した町丁である。戦前までは現在の県道沿いにあたるエリア（「赤羽」・「赤羽根」と呼ばれる）に若干の集落があった他は「初沢」と呼ばれる山林（『皇国地誌残稿』によると「無名山」）で、太平洋戦争末期には決号作戦にそなえ横穴陣地やトーチカが構築され、陸軍の第140師団揮下の部隊が防衛していたようだが、終戦により資料が失われ詳しくはわからない。
1962年(昭和37年)ごろに西武鉄道（後年西武不動産販売が管理を引き継ぐ）により初沢・赤羽一帯を対象に大規模な宅地開発が行われ、1965年(昭和40年)より「西鎌倉住宅地」として分譲が開始された。この宅地開発により山林としての面影は消滅し、「初沢」という地名も使われなくなった。「赤羽」という地名も交差点名・バス停名として残っているのみである。

## 世帯数と人口
2025年（令和7年）3月1日現在（鎌倉市発表）の世帯数と人口は以下の通りである。
| 丁目         | 世帯数    | 人口    |
| ------------ | --------- | ------- |
| 西鎌倉一丁目 | 481世帯   | 1,060人 |
| 西鎌倉二丁目 | 404世帯   | 977人   |
| 西鎌倉三丁目 | 269世帯   | 641人   |
| 西鎌倉四丁目 | 419世帯   | 976人   |
| 計           | 1,573世帯 | 3,654人 |

### 人口の変遷
国勢調査による人口の推移。
| 年                 | 人口  |
| ------------------ | ----- |
| 1995年（平成7年）  | 4,163 |
| 2000年（平成12年） | 4,150 |
| 2005年（平成17年） | 4,097 |
| 2010年（平成22年） | 3,943 |
| 2015年（平成27年） | 3,839 |
| 2020年（令和2年）  | 3,734 |

### 世帯数の変遷
国勢調査による世帯数の推移。
| 年                 | 世帯数 |
| ------------------ | ------ |
| 1995年（平成7年）  | 1,492  |
| 2000年（平成12年） | 1,543  |
| 2005年（平成17年） | 1,578  |
| 2010年（平成22年） | 1,605  |
| 2015年（平成27年） | 1,568  |
| 2020年（令和2年）  | 1,600  |

## 学区
市立小・中学校に通う場合、学区は以下の通りとなる（2017年7月時点）。
| 丁目         | 番地 | 小学校               | 中学校             |
| ------------ | ---- | -------------------- | ------------------ |
| 西鎌倉一丁目 | 全域 | 鎌倉市立西鎌倉小学校 | 鎌倉市立手広中学校 |
| 西鎌倉二丁目 | 全域 | 鎌倉市立西鎌倉小学校 | 鎌倉市立手広中学校 |
| 西鎌倉三丁目 | 全域 | 鎌倉市立西鎌倉小学校 | 鎌倉市立手広中学校 |
| 西鎌倉四丁目 | 全域 | 鎌倉市立西鎌倉小学校 | 鎌倉市立手広中学校 |

## 事業所
2021年（令和3年）現在の経済センサス調査による事業所数と従業員数は以下の通りである。
| 丁目         | 事業所数  | 従業員数 |
| ------------ | --------- | -------- |
| 西鎌倉一丁目 | 56事業所  | 398人    |
| 西鎌倉二丁目 | 22事業所  | 176人    |
| 西鎌倉三丁目 | 15事業所  | 55人     |
| 西鎌倉四丁目 | 13事業所  | 44人     |
| 計           | 106事業所 | 673人    |

### 事業者数の変遷
経済センサスによる事業所数の推移。
| 年                 | 事業者数 |
| ------------------ | -------- |
| 2016年（平成28年） | 97       |
| 2021年（令和3年）  | 106      |

### 従業員数の変遷
経済センサスによる従業員数の推移。
| 年                 | 従業員数 |
| ------------------ | -------- |
| 2016年（平成28年） | 688      |
| 2021年（令和3年）  | 673      |

## 交通

### 鉄道
- 湘南モノレール 江の島線
  - 西鎌倉駅
  - 片瀬山駅

### バス
- 江ノ電バス
  - 津村停留所
  - 赤羽停留所
  - 西鎌倉入口停留所
  - 郵便局前停留所
  - 西鎌倉停留所
  - 諏訪ヶ谷停留所
- 京浜急行バス
  - 津村停留所
  - 鎖大師入口停留所
  - 西鎌倉入口停留所
  - 郵便局前停留所
  - 西鎌倉停留所
  - 諏訪ヶ谷停留所

## 施設
- 西鎌倉郵便局
- りそな銀行 大船支店 西鎌倉出張所
- 鎌倉警察署 西鎌倉駐在所
- ユーコープ 西鎌倉店
- スズキヤ 西鎌倉店
- 湘南薬品 ラポール西鎌倉店
- バーミヤン 西鎌倉店
- ローソン 西鎌倉二丁目店
- 西鎌倉幼稚園・キンダーグリッペ西鎌倉

## その他

### 日本郵便
- 郵便番号 : 248-0035[3]（集配局 : 鎌倉郵便局[18]）。